# Война за независимость Эритреи
Война за независимость Эритреи — вооружённый конфликт в 1961—1991 годах между эритрейскими сепаратистами и правительством Эфиопии. Так же как и гражданская война в Эфиопии, завершилась после бегства из страны президента Менгисту Хайле Мариама. По соглашению с переходным правительством Эфиопии 25 апреля 1993 года под наблюдением ООН в Эритрее прошёл референдум, через два дня после которого было объявлено о независимости государства.

## Предыстория
Северные районы Эфиопии вместе с Эритреей составляют историческую колыбель эфиопского государства. Эти регионы сыграли важную роль в становлении эфиопской государственности и после открытия Суэцкого канала стали стратегическим регионом. В течение многих лет Эфиопия должна была бороться за выход к морю из района Эритреи с Египтом, Италией, Великобританией или Суданом (во время восстания махдистов). В 1890—1941 годах Эритрея являлась колонией Италии. В 1936 году итальянское вторжение в Эфиопию привело к аннексии Эфиопии, и она вошла в состав колонии Итальянская Восточная Африка наряду с Сомали и Эритреей. В 1941 году колония была занята союзническими войсками и разделена. Когда в 1941 году эти территории были освобождены от оккупации, Эритрея временно попала под британское правление. В этих условиях родилось общественное сознание эритрейцев. Население разделилось на сторонников присоединения к Эфиопии, сторонников независимости и сторонников присоединения к Судану (тенденция, популярная среди исламских жителей). Эфиопия также пыталась вмешиваться во внутренние дела Эритреи, оказывая поддержку проэфиопским политическим группам.
Эфиопия получила ранее оккупированные итальянцами земли, на территории Итальянского Сомали была образована Подопечная территория Сомали, в 1960 году вошедшая в состав независимого государства Сомали. 2 декабря 1950 года ООН приняла резолюцию № 390А об объединении Эритреи и Эфиопии в рамках федерации. Решение вступило в силу 15 сентября 1952 года. Резолюция предусматривала самостоятельность эритрейского правительства во внутренней политике и наличие собственной конституции. Стремления императора Хайле Селассие устранить автономию Эритреи завершились роспуском федерации 10 лет спустя.

## Ход войны
В 1960-х борьбу за независимость Эритреи возглавил Фронт освобождения Эритреи (ФОЭ). Эта борьба подразумевала сопротивление аннексии Эритреи Эфиопией. Однако внутри ФОЭ имелись разногласия по идеологическому и этническому признакам. Первоначально в ФОЭ вступали в основном мусульмане прибрежных областей, христиане опасались мусульманского господства и неохотно поддерживали организацию. Однако после расширения эфиопской оккупации высокогорные христиане начали вступать в ФОЭ. Как правило, это были представители интеллигенции или высшего класса, имевшие университетское образование. Тем не менее, внутренняя борьба в ФОЭ в сочетании с сектантскими методами организации расколола организацию.
Война началась 1 сентября 1961 года, когда Хамид Авате и его сторонники впервые выступили с оружием против оккупационной эфиопской армии и полиции. В ответ на это в 1962 году император Эфиопии Хайле Селассие лишил Эритрею прав автономии, распустив её парламент.
В 1970-е годы в рядах ФОЭ произошёл раскол. От Фронта отделились несколько других организаций, наиболее значительной из которых был Народный фронт освобождения Эритреи (НФОЭ). Лидером НФОЭ стал Рамадан Мохаммед Нур, а его помощником — Исайяс Афеворки.
В 1974 году в результате военного переворота Хайле Селассие был свергнут, и к власти пришло революционное правительство, и его лидер Менгисту Хайле Мариам вскоре установил тесные связи с СССР. Несмотря на смену политического режима, война в Эритрее продолжалась. Символом эритрейской борьбы за независимость стал город Накфа, сильно разрушенный в результате авианалётов ВВС Эфиопии (после окончания войны в честь города была названа эритрейская валюта). Противостояние Эфиопии затруднялось тем, что между ФОЭ и НФОЭ дважды имели место внутренние конфликты. В результате междоусобиц ФОЭ к началу 1980-х утратил значительную часть своего влияния, и его отряды отошли в Судан.
Между 1978 и 1986 годами эфиопское правительство провело восемь крупных наступлений в Эритрее, но так и не смогло подавить партизанское движение. В 1988 году НФОЭ захватил Афабет и его окрестности, а затем и штаб эфиопской армии в северо-восточной Эритрее, вынудив эфиопскую армию выйти из своих гарнизонов в западных низинах Эритреи. Затем бойцы НФОЭ переместились в район Кэрэна, второго по величине города Эритреи.
В 1988—1991 годах эритрейские партизаны нанесли армии Эфиопии несколько тяжёлых поражений, что совпало с прекращением советской военной помощи Аддис-Абебе. В самой Эфиопии шла гражданская война. В мае 1991 года правительство покинуло страну. Эритрея фактически добилась своей независимости после трёх десятилетий вооружённой борьбы.

## Последствия
По соглашению с новым эфиопским правительством в апреле 1993 года в Эритрее был проведён референдум, по итогам которого 24 мая страна официально была провозглашена независимой, а Организация Объединённых Наций 28 мая приняла Эритрею в свой состав.
За время войны погибло более 150 тыс. эритрейцев — партизан и мирных жителей, 400 тыс. человек стали беженцами. Эфиопия также понесла значительные потери, исчисляемые десятками (по некоторым оценкам — сотнями) тысяч человек.

## Советское участие в войне
Советские военные советники и специалисты разрабатывали планы операций, готовили личный состав эфиопской армии, руководили боевыми действиями. 
СССР передал ВМС Эфиопии сторожевые корабли проекта 159А, в Эфиопии обозначались как F1616 и F1617. После получения эритрейцами контроля за побережьем первый был затоплен, второй ушел в Аден (Йемен), оставался там до начала 1993 года.
Усиленная рота 55-й дивизии морской пехоты Тихоокеанского флота под командованием майора В. Ушакова в 1978 году десантировалась в блокированный эритрейскими сепаратистами с конца августа 1977 года эфиопский порт Массауа. Десант вошел в огневое соприкосновение с сепаратистами. В 1988 году в плен к сепаратистам попали трое советских военнослужащих: полковник Ю. Калистратов, подполковник Е. Чураев и переводчик лейтенант А. Кувалдин. Они были освобождены лишь в 1991 году. 27 мая 1990 года в Красном море произошел бой между советским артиллерийским катером АК-312 и четырьмя катерами эритрейских сепаратистов.

### Видеоматериалы
- Операция Фенкиль (1990 г.)